# Lyford (Oxfordshire)
Pour les articles homonymes, voir Lyford.
Lyford est un village du district de Vale of White Horse, situé dans le comté d’Oxfordshire en Angleterre.